# 乞伏審虔
乞伏審虔（?—?），西秦宗室，陇西鲜卑乞伏司繁的儿子，是西秦国王乞伏归的儿子。
411年，乞伏乾归派遣平昌公乞伏炽磐以及中军将军乞伏审虔讨伐南凉国。八月，乞伏炽磐的大军渡过金城河，在岭南地区打败南凉太子秃发虎台。十一月，乞伏乾归击败南平太守王憬，攻克水洛城。把水洛城的三千多户百姓强迁到谭郊，派乞伏审虔统帅二万士卒筑谭郊城。十二月，西羌部落首领彭利发攻占了枹罕，自称为大将军、河州牧，乞伏乾归前去讨伐，没有攻克。412年正月，乞伏乾归派遣振威将军乞伏公府到清水击杀彭利发。收获了一万三千户羌民，命乞伏审虔为河州刺史，镇守枹罕，大军回师。